# Albino di Angers
Albino di Angers in francese: Saint-Aubin (Vannes, 470 circa – Angers, 1º marzo 550) è stato un monaco cristiano e vescovo francese, venerato come santo dalla Chiesa cattolica. È ricordato il 1º marzo.

## Agiografia
Nato da una nobile famiglia gallo-romana a Vannes, in Bretagna, Albino fu monaco e poi abate per venticinque anni a Tincillac (o Cincillac), da identificarsi con Théhillac, presso Guérande (o a Nantilly, nei pressi di Saumur) dal 504. Nel 529, Albino fu eletto, per acclamazione di popolo e contro la sua volontà, vescovo di Angers.
Come vescovo, condusse una campagna contro i matrimoni incestuosi, come quelli che si verificavano tra i membri della nobiltà. Partecipò ai Concili di Orléans del 538 e del 541 dopo aver ottenuto l'autorizzazione dal re Childeberto. Albino cercò e trovò il sostegno di Cesario di Arles, dopo aver visto il lassismo degli altri vescovi.
La tradizione vuole che abbia aiutato tutti coloro che erano in difficoltà, anche utilizzando i fondi diocesani per riscattare gli ostaggi dai pirati. Secondo un'altra tradizione, egli si scontrò con il re Childeberto, che aveva imprigionato una donna di nome Etherie, di una località vicino ad Angers; impossibilitato a garantire la sua liberazione, Albino andò a trovarla in prigione e il soldato che cercò di opporglisi cadde morto ai suoi piedi. Questo fatto impressionò il re che permise ad Albino di liberarla.
Accolse san Tugdual, che sfuggiva ai suoi nemici, e lo appoggiò presso re Childeberto.
Un'altra leggenda racconta che una volta Albino pregò fino a notte per alcuni uomini imprigionati nella Torre di Angers. Improvvisamente una grande pietra crollò dal muro, permettendo loro la fuga.
Albino morì nel 550 e fu sepolto nella chiesa di Saint-Pierre a Angers. Nel 556 gli venne dedicata una chiesa e il suo corpo fu sepolto nella cripta. Vicino a questa chiesa sorse un'abbazia, chiamata Saint-Aubin.

## Culto
San Gregorio di Tours parla del culto di sant'Albino, che si diffuse in tutta Europa, rendendolo un santo molto popolare durante il medioevo. Venanzio Fortunato, quasi contemporaneo a lui, ha scritto una vita di questo santo. Diverse chiese furono dedicate a lui in tutto il continente: in particolare in Polonia, dove è il santo protettore dagli attacchi dei pirati. Questo potrebbe essere basato sulla tradizione che ricorda che Albino liberò dei parrocchiani che erano stati presi prigionieri dai pirati navigando sul fiume Loira. In seguito la tradizione è stata rafforzata da un miracolo registrato nel X secolo, quando la città murata di Guérande, vicino alla foce della Loira, pregò sant'Albino di aiuto e trovò i suoi aggressori miracolosamente sconfitti.
Nel Medioevo, Nicholas Belfort, un canonico regolare nel monastero di San Giovanni Battista dalla città di Soissons, ha descritto dettagliatamente i miracoli compiuti presso la tomba di St. Aubin dopo l'anno 1000.
È ricordato come difensore delle persone povere e di quelle prigioniere.
La ricorrenza di San Albino si celebra il 1º marzo. Nel Martirologio Romano: «Ad Angers nella Gallia lugdunense, ora in Francia, sant'Albino, vescovo, che biasimò con forza i costumi superbi dei potenti e con impegno promosse il III Concilio di Orléans per il rinnovamento della Chiesa.»